# Дисгнатија
Дисгнатија је ненормалан изглед лица и поремећај загрижаја са поремећеним односима вилица према бази лобање или без њих. Она може бити симетрично или асиметрично заступљена. Нормалан изглед вилица насупроз дисгнатији носи назив еугнатија.
Дисгнатија је због естетских и функционалних деформитети лица и вилица праћена је поред поремећаја једне или више од функција и психичким сметњама због нарушеног естетског изгледа, без обзира на пол и доба живота. Узроци настанка дисгнатија су бројни и због тога је понекад немогуће установити који су етиолошки фактори - ендогени или егзогени, имали пресудан утицај.
Дисгнатија (у виду мандибуларне прогнатије) је била последица честог инцеста код династије Хабсбурговаца (види галерију) због чега су је назвали хабсбуршка вилица.

## Етиологија
Изроци дисгнатије могу бити различити:
- Тако нпр. код праве прогеније, лажне прогеније, прогнатија, као и дубоког загрижаја, наследни фактори играју значајну улогу.
- Такође код урођених расцепа непца могу се развити дисгнатије, као што је хипоплазија горње вилице, а може бити узрокована и постоперативним ожиљцима.

- Функционалне сметње које настају код дисгнатија доводе до отежане проходности дисајних путева, јер због отежаног дисања на нос, пацијент дише на отворена уста. При томе недостаје стимулативно дејство доње на горњу вилицу. У пределу горње вилице настаје сужење у премоларној региону, са високим готским непцем, а неретко и протрузијом горњих фронталних зуба.
- Недовољно учешће доње вилице у сисању, доводи до недостатка надражаја за раст и она остаје у дисталном положају. Настаје деформитет у виду микрогеније.
- Због лоше навике, као што је сисање палца, доња вилица је - услед вертикалног притиска палца - потиснута према назад. При хоризонталном положају палца приликом сисања, настаје отворени загрижај у пределу фронта, због сметњи у развоју секутића горње и доње вилице.
- Ако дође до оштећеења у пределу зглоба, тј, зоне раста доње вилице, долази до заостајања у развоју са оштећене стране.
- Дисгнатије настале услед трауме у пределу тела доње вилице, изузетно су ретке. Нелечени преломи у пределу горње вилице такође могу бити узрок настанка дисгнатије.
- Примена ваздушне терапије у дечијем узрасту може бити један од узрока заостајања у развоју и појаве дисгнатије.

## Врсте дисгнатија
| Дисгнатија                             | Слика | Опис промена |
| -------------------------------------- | ----- | --- |
| Мандибуларна прогнатија, или прогенија |       | - Мандибуларна прогнатија, или прогенија је аномалија изгледа код које је су брада и зуби доње вилице померени према напред. Она је једна од најчешћих дисгнатија (нехармоничан изглед лица и вилице са оклузалним поремећајима са или без поремећеног односа вилице према бази лобање). - Манифестује се повећаном дужином тела доње вилице са избоченом брадом и избоченошћу доњих зуба у односу на горње. - Настаје као последица пораста тела доње вилице, рамуса мандибуле или тупог угла. - Код прогеније постоји и позитивна инцизална степеница. - Може бити праћен и другим деформитетима као што су отворени загрижај, латерогнатија (деформитети који се огледају у девијацији вилице у једну страну, што доводи до унакрсног загрижаја, могу бити узроковани траумом доње вилице у детињству са оштећењем центра раста, или повећања капитулума доње вилице) |
| Псеудопрогенија                        |       | - Лажна прогенија или псеудопрогенија је аномалија изгледа у којој је величина доње вилице нормална, док је горња вилица заостала у расту. |
| Прогени принудни загрижај              |       | - Прогени принудни загрижај је аномалија изгледа у коме су су секутићи доње вилице, испред горњих, уз непоремећен међусобни однос положаја вилица. |
| Микрогенија                            |       | - Мала мандибула, микрогенија или ретрогенија је аномалија изгледа подразумева дистални положај браде, настао услед дисталног померања доње вилице или мале доње вилице. |
| Микрогнатија                           |       | - Микромаксила или микрогнатија подразумева абнормално малу неразвијену горњу вилицу, односно средњу трећину лица. |
| Макрогенија                            |       | - Мандибуларна микрогнатија, макромандибула или макрогенија је у целости гледано абнормално увећање доње вилице (нпр, код акромегалије). |
| Латерогенија                           |       | - Латерогнатија је аномалија у којој је дошло до бочног померање доње вилице услед појачаног или смањеног развитка једне половине мандибуле. |
| Максиларна прогнатија или прогенија    |       | - Максиларна прогнатија или прогнатија подразумева истуреност горње вилице или алвеоларног гребена зуба. - Уколико је горња вилица померена према напред, и не постоји разлика између апикалне базе и зубног лука, то стање се назива прогнатији горње вилице (максиларна протрузија). - Уколико је померен алвеоларни гребен заједно са зубима према напред уз постојање дијастема, при чему постоји разлика између апикалне базе и зубног лука, то стање се назива алвеоларна протрузија. |
| Отворени загрижај                      |       | - Отворени загрижај или аперогенија је стање у коме горњи од доњих зуби, када су затворене вилице, не досежу оклузалну раван. - Отворени загрижај се може јавити у чеоном пределу, бочно у премоларној и моларној регији, или су у контакту само задњи молари, када се ова аномалија загрижаја назива бочна или тотална апертогнатија. - Она у фронталном пределу,је најчешћа (због лоше навике, сисање прста, варалице и слично) - Може бити праћена и другим деформитетима. - Јавља се код и код рахитиса. - Бочно отворени загрижај се јавља дистално од премоларних зуба услед хиперплазије капитулума мандибуле или као последица неадекватно третиране трауме дентоалвеоларног склопа. |
| Укрштени загрижај                      |       | - Укрштени загрижај је облик дисгнатије код кога је дошло до парцијалног или тоталног померања зуба доње вилице према латерално у односу на нормалну оклузију. |
| Хемихипертрофија лица                  |       | - Хемихипертрофија лица је стање у коме је парцијално или тотално увећана једна страна лица. |
| Хемиатрофија лица                      |       | - Хемиатрофија лица је стање неразвијеност једне половине лица, како коштаног ткива, тако и осталих захваћених меких ткива. |
| Дизостозе                              |       | - Дизостозе су конституционални поремећаји у развоју коштаног ткива различите врсте. - Према етиологији настанка оне су различите морфологије и зато имају и различите клиничке слике. - У пределу лица и вилица то су: лат. . |

## Терапија

### Ортодонтски захват
Свака дисгнатија у периоду раста детета захтева, обавезни већи или мањи ортодонтски захват. Уколико, из различитих разлога, истекне период који је адекватан за ортодонтско лечење, успешност лечење је незадовољавајућа јер примена само конзервативним метода није довољна. 
Ортодонтски третман може бити неуспешан из више разлога, између осталог и због недовољне сарадње пацијента.
Ортодонтска терапија данас се код већег броја пацијената може спровести и код одраслих особа, али је то најчешће дуготрајан процес уз употребу фиксних апарата, које због животних професија, пацијенти нерадо прихватају увек, јер они морају  да се дуго носе (тако да као алтернатива у терапији код ових пацијената долази у обзир оперативно лечење). 
Преоперативни ортодонтски захват
Као претходна мера за што успешнији хируршки захват код дисгнатија спроводи се реоперативни ортодонтски третман. Класичан пример је ускост горње вилице коју треба кориговати пре оперативног захвата праве прогеније. 

### Хируршка терапија
Хируршко лечење се спроводи по завршетку раста детета односно адолесцента, у начелу после 18-те године живота, јер сваки оперативни захвати пре завршетка раста у себи најчешће крије велики проценат опасности од рецидива.  Рецидиви данас не представља неку значајну компликацију, пошто је оперативна техника усавршена, тако да је њихова појава   ретка. Према Келеу  разликују се следеће врсте рецидива:
Рани рецидив - који настаје непосредно након оперативног захвата и 
Касни рецидив - који је условљен вучом мишића.
Да би се постигли што бољи резултати у лечењу дисгнатија, неопходна је добро постављена индикација и велико искуство хирурга.

## Галерија
- Портрети различитих Хабсбурговаца који су патили од тешког мандибуларног прогнатизма, па отуда потиче и назив хабсбуршка вилица
- Maximiliano I da Alemanha. Pintura de Albrecht Dürer
- Maximiliano I (à esquerda) com a sua família; ao seu lado, o filho Filipe I de Espanha; o jovem de sexo masculino em primeiro plano é o futuro Carlos V; nos três, é visível a anormal protuberância maxilar que caracterizaria a família.
- Carlos de Habsburgo, o imperador Carlos V da Alemanha e rei Carlos I da Espanha, ainda jovem
- Carlos V. Pintura de Rubens, cópia de um quadro de Ticiano
- Fernando I de Habsburgo, imperador da Alemanha, irmão de Carlos V
- Rudolfo II de Habsburgo, imperador da Alemanha; era neto de Fernando I; a sua mãe era uma filha de Carlos V
- Fernando II de Habsburgo, imperador da Alemanha; era também neto de Fernando I
- Fernando III de Habsburgo, imperador da Alemanha; filho de Fernando II
- Leopoldo I de Habsburgo, imperador da Alemanha; era filho de Fernando III e de Mariana de Espanha, uma filha de Filipe III, e portanto sua prima afastada
- José I de Habsburgo, imperador da Alemanha; era filho de Leopoldo I
- Carlos VI de Habsburgo, imperador da Alemanha; era o segundo filho de Leopoldo I; quando lhe sucedeu a sua filha Maria Teresa, casada com o Duque da Lorena e Grão Duque da Toscânia, Francisco I, cessou a varonia dos Habsburgos, originando-se uma nova casa, a de Habsburgo-Lorena; o filho de ambos, José I de Habsburgo, bem como os seus descentes, já não demonstram o prognatismo do maxiliar tão acentuado
- Filipe II de Espanha e I de Portugal. Pintura de Ticiano.
- Filipe II de Espanha e I de Portugal
- O Infante Don Carlos, filho de Filipe II. Pintura de Velázquez
- Filipe III de Espanha e II de Portugal
- Filipe IV de Espanha e III de Portugal. Pintura de Velázquez, c. 1631-1632
- Filipe IV de Espanha e III de Portugal. Pintura de Velázquez, 1632-1633
- Filipe IV de Espanha e III de Portugal. Pintura de Velázquez, c. 1634-1635
- Filipe IV de Espanha e III de Portugal. Pintura de Velázquez, 1652-1655
- Filipe IV de Espanha e III de Portugal no fim da vida; o prognatismo do maxilar inferior é cada vez mais notório.
- Carlos II de Espanha enquanto jovem. É notória já a sua feição desfigurada, com o célebre maxilar de Habsburgo
- Carlos II de Espanha.
- Carlos II de Espanha já rei. Com o avançar dos anos, acentuou-se o prognatismo mandibular que caracterizou a sua família devido aos casamentos consanguíneos, e que entre outros efeitos adversos haveria de ditar a sua morte sem descendentes, por causar também, entre outras afecções, impotência. Consigo, chegou, ao fim, a dinastia dos Habsburgos na Espanha, sendo substituídos pelos Bourbons.